# San Miguel Coatlán
San Miguel Coatlán è un comune del Messico, situato nello stato di Oaxaca.